# James Trustam
James Trustam (* um 1814 in Sandy; † 9. Mai 1883 oder 1887 in Bedford) war ein britischer Orgelbauer.

## Leben
James Trustam gründete um 1837 eine Orgelbaufirma in Bedford, arbeitete zeitweise aber möglicherweise auch als Organist. 1876 wurde jedenfalls ein Mr. Trustam aus Bedford für seine Dienste als Organist in St Peter’s in Sharnbrook bezahlt. Später war James Trustams Sohn Josiah, der eigentlich ebenfalls Orgelbauer war, bis 1898 dort Hauptorganist.
Die Familie Trustam war in Bedford ansässig. Drei der Kinder Trustams heirateten dort in der Kirche St Paul; die Tochter Eliza im Januar 1867, der Sohn Charles im August desselben Jahres, die Tochter Jane 1871. Der Sohn Josiah heiratete 1870 in Sharnbrook, der Sohn James 1880 in Holy Trinity in Bedford. Eine Tochter namens Louisa soll 1891 in der St Peter’s Church in Bedford geheiratet haben.
James Trustam wurde  auf dem Foster Hill Road Cemetery in Bedford bestattet. Die Grabstätte (Abteilung C, Grab Nr. 198) ist erhalten geblieben.
James Trustams Orgelbaufirma lief zeitweise auch unter dem Namen Trustam and Son. Später hieß sie James Trustam & Son. James Trustams Söhne Josiah und Arthur führten die Firma bis ungefähr 1903. Danach betrieb Arthur Trustam die Orgelbaufirma noch etwa bis 1914 zusammen mit John Strokes weiter. Sie firmierte zeitweise unter Trustam, Strokes & Co.
Von 1864 bis 1880 war die Firma in Bedford in der Midland Road unter der Hausnummer 26 ansässig, bis 1885 arbeiteten Josiah und Arthur Trustam an der Adresse 42 Castle Road.

## Orgeln (Auswahl)
- Vor 1875 erhielt die Kirche St Mary’s in Rushden eine Trustam-Orgel.[7]

- Nach James Trustam wird eine der beiden (Stand: August 2024) öffentlichen Orgeln Londons mit dem Namen „James“ bezeichnet. Es handelt sich um eine einmanualige Orgel aus der Zeit um 1880,[8] die nach der Schließung einer Kirche in Cranfield im Jahr 2022 durch die Organisation Pipe up for Pipe Organs 2023[8] ins Whitgift Centre in Croydon verbracht wurde. „James“ steht der Öffentlichkeit zu den Öffnungszeiten des Einkaufszentrums zur Verfügung.[9]

- Eine größere Trustam-Orgel wurde 1880 in St Peter’s in Isham eingeweiht. Das Instrument ist erhalten geblieben und wurde im Jahr 2020 überholt.[10]

- Die Kirche St Cuthbert’s in Bedford wurde mit einer 1880 gebauten Trustam-Orgel ausgestattet, die 1912 vergrößert wurde.[11]

- Aus dem Jahr 1881 stammte eine Trustam-Orgel, die offenbar vom Palace Cinema in Bedford in die Bedford Modern School überführt wurde.[12]

- Nicht datiert ist eine Orgel in Preston.[13]

- In der katholischen Kirche von Leverkusen-Hitdorf soll sich eine Trustam-Orgel befinden.[14]

- 1888 wurde eine Trustam-Orgel für die Kirche in Great Waldingfield gebaut.[13]

- 1889 wurde die Orgel der Kirche St Mary’s in Harlington gebaut. Diese Kirche besitzt auch ein Trustam-Harmonium aus dem Jahr 1864.

- St Mary’s in Henlow verfügt über eine zweimanualige Orgel von J. & A. Trustam.[15]

- Nach der Lebenszeit James Trustams ist die Orgel der Cardington Church in Bedfordshire entstanden, wenn die Datierung auf 1901 korrekt ist.